# 灵昆站
灵昆站位于中华人民共和国浙江省温州市洞头区瓯绣大道，是温州轨道交通S1线、S2线的一座换乘站，S1线车站于2019年9月28日投入运营，S2线车站于2023年8月26日开通运营。

## 结构

### 楼层分布
双岛式站台4面4线高架车站。
| 2F |                            | █ S1线往双瓯大道                              |
| 2F | 岛式站台，右边车门将会开启 |                                               |
| 2F | █ S1线往桐岭               |                                               |
| 2F | █ S2线往清东路             |                                               |
| 2F | 岛式站台，右边车门将会开启 |                                               |
| 2F | █ S2线往东山               |                                               |
| 1F | 站厅层                     | 闸机、客服中心、卫生间（非付费区）、出入口1-2 |

## 出入口
灵昆站设有2座出口。
| 出入口编号      | 设施 | 可前往目的地     |
| --------------- | ---- | ---------------- |
| 1               | 同层 | 王相路           |
| 2               | 同层 | 陈府路、王相中路 |
| 註： 設於同一層 |      |                  |